# Casas colmeias em Harrã, Turquia

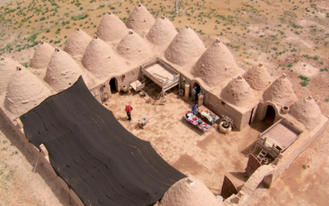
Vista superior casas Harran.

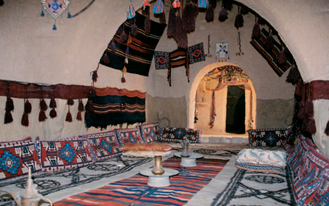
Vista interna casa Harran.

A cidade de Harran, localizada a Sudeste da Turquia, possui uma arquitetura vernacular única e uma grande importância histórica para as civilizações mesopotâmicas. Deste modo, a flexibilidade e ecologia vistas nas casas vernaculares com cúpula, apresentam características coerentes com o contexto em que estão inseridas. A tecnologia secular e aplicação de materiais condizentes com o clima quente e seco, exibem uma construção baseada na simplicidade do barro e dos tijolos de adobe, havendo ainda, a presença da pedra e da argila. Ao longo dos anos, a morfologia das casas passa por transformações, desde tendas e cúpulas, até formatos mais complexos como o retângulo na base e a persistência da cúpula na parte superior. Ademais, o processo construtivo também apresenta certa facilidade em sua execução, o qual possibilita o tempo de um dia. Devido à sua localização no comércio de rotas e proximidade com a península fertilizada da Mesopotâmia, muitas civilizações cresceram em Harran. Ela teve períodos muito esplêndidos e infelizes durante sua história. Uma construção rápida e prática para esses povos que foi de muita funcionalidade quando preciso num momento de sobrevivência.

## Etimologia
As casas típicas de Harran são conhecidas como “Casas Colméia”, anteriormente usadas como habitação popular. Localizadas na cidade de Harran, ao qual significa “interseção de rotas e viagens’’, sendo este mencionado em antigos documentos Assírios e Hititas, onde era de costume ser chamada de “Haranu”, ao qual pela tradução expressa “caminho de caravana”.

## Introdução histórica
Mediante escavações demonstra-se que, o primeiro assentamento em seus arredores remonta a 6.000 a.C e na região da cidade a 8.000-10.000 a.C. Possivelmente neste período iniciaram as atividades agrícolas, o que aumenta a chance de que Harran fosse a morada do primeiro assentamento desta época. Outrossim, ela foi cerne religiosa e cultural de sociedades estabelecidas e nos últimos 500 anos foi utilizada como assentamento transitório de populações nômades. Atualmente, quase todo o povo comunica em turco, no qual 19% falam árabe e 10% falam curdo como língua materna.

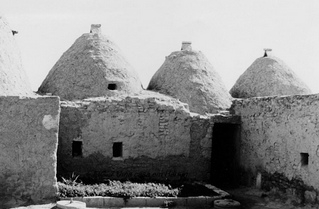
Fachadas das casas Harran.

Pode ser visto que, nos últimos 50 anos, a vida e estrutura familiar foram modificando com a transição para agricultura irrigada. A água doce e atividade econômica na planície da cidade permitiram a criação de áreas de assentamento nesta região. Harran, com suas casas em forma de colméia, é cercada por muralhas antigas de aproximado 4,5 km de comprimento e 5 metros de altura, cujo dentro desta vedação existem duas alas de casas em planos circulares. Atualmente, a moradia nômade temporária e assentada é predominante e as mudanças na estrutura social refletem na arquitetura. Ademais, existe uma ala preservada para a visitação de turistas. Mas esta história e cultura é passível de se perder, embora declarada como local histórico pelo Departamento de Cultura, pois não há conservação apropriadas e escavações científicas suficientes. 

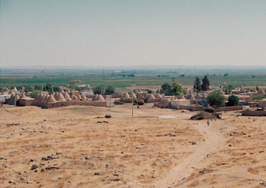
Parte da cidade.

## Estrutura familiar
Pode se observar que, o pai é o chefe da família, ao qual o homem mais velho é reconhecido como pai e/ou líder. Como a agricultura exerce papel importante no sustento dessa população, as crianças com idade produtiva, a partir dos 5 anos de idade, auxiliam as famílias na proporção de suas forças. Os adultos são responsáveis pelo desenvolvimento cultural, econômico e social e mediante o casamento ainda continuam residindo na mesma casa ou próximo a ela. As residências são moradias coletivas adjacentes, lado a lado, sendo estas pertencentes a mesma tribo.

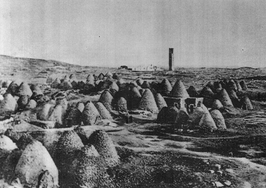
Visão geral das casas Harran.

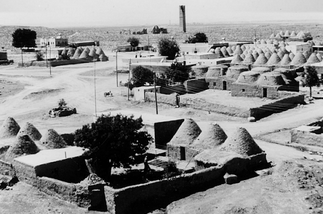
Vista superior da cidade.

Para a construção de uma nova unidade de casa em Harran, primeiramente é necessária que haja um consenso junto aos parentes. Essa condição é importante, pois os mesmos analisam onde será o local da implantação, no qual não devem ser construídas próximas de casas julgadas desditosa. A tradição de Harran estabelece também que as construção precisam ser iniciadas somente nos dias de sorte, onde são segunda ou quinta-feira. O líder do grupo coleta pedras na região e as coloca no local onde será a construção e posiciona ao sul na direção de Meca, com a finalidade de atrair sorte aos novos moradores.

## Localização e clima
Localizada no sudeste da Anatólia, na Turquia, Harran é uma cidade situada entre os rios Tigre e Eufrates. Sua planície surgiu em decorrência da placa tectônica na região Sul deslizando direto para o Norte, onde sua extensão na direção Norte - Sul é de 50 km e na direção Leste - Oeste 25 km. Acima do nível do mar, está posicionada a 345 metros e é uma área de clima seco, com chuvas escassas, sem cobertura vegetal evidente, com existência de pedreiras, o que tornam-se razões para um tecido de assentamento diferente, com as preocupações bioclimáticas nas moradias.

## Método construtivo

### Material
Além dos diversos fatores, o clima seco determinou a utilização de materiais de fácil acesso disponíveis na região, como o adobe, a pedra e o tijolo de antigas construções. A utilização desses materiais, influenciada pelas condições climáticas e estilo de vida nômade, possibilitou um processo construtivo rápido e resistente às intempéries, além de uma construção ecologicamente correta. No entanto, a lama e os tijolos de argila como principais materiais estabelecem uma limitação na durabilidade das construções.
Para a união das pedras e tijolos, utiliza-se uma argamassa de lama sem areia e cal, tais elementos, também não estão presentes nos demais processos, sendo assim, nunca utilizados. Outro elemento importante é a palha fatiada, a qual é agregada apenas ao reboco de lama, não havendo a sua mistura com a argila do adobe seco ao sol. Ademais, o reboco é aplicado somente no lado externo, sendo renovado a cada ano após a temporada de chuvas, devido a essa tenuidade, existem estudos a respeito do desempenho do reboco de lama e cimento.

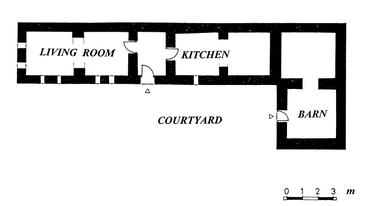
Disposição dos ambientes da casa Harran.

### Técnica aplicada

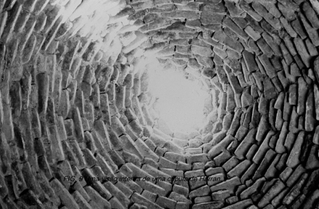
Cúpula da casa Harran.

A técnica utilizada na construção das cúpulas foi aprendida por meio da observação e reutilização de materiais como o tijolo de construções antigas, o qual nunca foi produzido em Harran apenas reaproveitado. Para a construção da cúpula das casa atuais, construídas por volta de 1939, é necessário cerca de 1300 tijolos. A flexibilidade na construção também está ligada ao pagamento de impostos baseado no tamanho da construção na era feudal, desta maneira havia a possibilidade de desmontar a casa. 
A organização espacial das casas contribui para as questões de conforto ambiental, como a disposição dos quartos em um lado do pátio em uma, duas ou três filas nos eixos Leste - Oeste, para que seja possível obter espaços frios por meio da radiação do oeste sombreada pelos domos. Também, existem aberturas em várias direções nas laterais das cúpulas cônicas para a ventilação cruzada. Além disso, a base cúbica da construção possui pequenas janelas de 30 a 40 cm voltadas para o pátio e para a rua, todas as aberturas são fechadas durante o inverno e aberturas durante o verão para ventilação natural. 

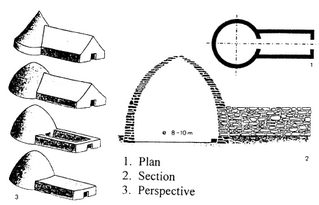
Representações da casa Harran.

A abertura no topo da cúpula e as demais aberturas permitem que o ar quente saia e haja uma circulação de vento, desta maneira a casa fica arejada, ademais, em conjunto com as paredes de adobe de 60 a 70 cm, permitem uma diferença de até 8º em relação a espaço externo, havendo também um bom isolamento térmico no inverno quando as aberturas são fechadas e o calor permanece na parte interna.

### Processos de construção
O chefe de família ou o mestre de obra que ficavam encarregados de garantir os materiais da obra. Os tijolos e adobe eram preparados ao lado do riacho e secos ao sol, enquanto as pedras eram coletadas em áreas de assentamentos próximos.  Com os materiais já preparados, a planta da edificação de acordo com o gosto do proprietário já eram desenhadas por dois mestres direto no solo onde seriam construídas e os buracos da fundação cavados.
As casas são adjacentes umas às outras pois as pessoas pertencentes a uma mesma tribo desejavam viver juntas. Logo, as paredes principais dos espaços eram de uma espessura grossa de aproximadamente 60-70 centímetros, com uma altura de 1,70-2,00m. Após a finalização das paredes  de pedra começavam a enfileirar os tijolos e adobes um sobre os outros construindo as cúpulas de uma maneira tradicional com altura variante de 2,50-3,00m.
Após as paredes do corpo de adobe que margeiam o espaço terem sido construídas até 1,5-2,0 m, o adobe que é adequado para os cantos da parede é colocado diagonalmente a 45 graus em relação à parede. Depois disso, cada linha no canto da parede começa a ser colocada de modo a ser transportada diretamente para o espaço interno, 1-2 cm. dentro da parede. Desta forma, enquanto cada linha de adobe é transportada diretamente para dentro, um pouco da linha abaixo, cria um sistema de parede de linhas inclinadas. Então, depois de oito a dez fileiras, ele forma um pendente e agora passa a se tornar um aro de cúpula arredondado no plano quadrado. Em seguida, a cúpula começa a se unir na técnica de consolo. Para reduzir a carga de adobe que vem de cima, é feito um pouco mais de consolo nas fileiras de adobe das partes superiores da cúpula. Por esta razão, a seção transversal da altura da cúpula não é um semicírculo, mas tem forma parabólica. No ponto superior da cúpula é deixado uma abertura de diâmetro de até 20 cm que serve de chaminé garantindo a entrada de luz no espaço interior. Essa abertura que também serve como ar condicionado é coberta com tela de arame para impossibilitar a entrada de pássaros.
Em locais onde há difícil acesso a pedras, o adobe é utilizado também na preparação da fundação. Como as casas são adjacentes, utiliza-se de um a três tijolos de adobe como espessura da parede a ser construída. de uma unidade abobadada foi construída com a espessura de um tijolo de adobe. De acordo com o número de tijolos de adobe usados, as paredes poderiam ser de 50, 200, 150 cm. Externamente as cúpulas são revestidas por lama.
As casas Harran são de suma importância nas técnicas tradicionais de construção. As condições climáticas acabaram forçando as pessoas a aplicar uma forma de construção que um homem consegue levantar até 2 casas por dia rapidamente como uma tenda mas resistente ao calor e ao frio. As paredes grossas de adobe do interior da cúpula permite um agradável isolamento térmico interno no verão. Outra característica funcional é o ponto alto que serve de chaminé, é quando o ar que entra pela porta cria uma ventilação cruzada que sobe por esse ponto, então nenhum ar indesejável fica circulando na parte interna por muito tempo. 

### Durabilidade
Os materiais usados neste tipo de construção como os tijolos que são coletados em ruínas e o adobe secos ao sol não são materiais duradouros, e sim materiais reconhecidos por serem ecológicos e reutilizáveis. 